# Marhinde Verkerk
Marhinde Verkerk (* 21. November 1985 in Rotterdam) ist eine niederländische Judoka. Sie kämpft in der Gewichtsklasse bis 78 Kilogramm.

## Werdegang
Verkerk gewann im November 2006 in Moskau den Titel bei der Junioren-Europameisterschaft. 2007, 2008 und 2010 gewann sie die niederländische Meisterschaft. Bislang größter sportlicher Erfolg ist der Gewinn der Weltmeisterschaft 2009 in ihrer Geburtsstadt Rotterdam.
Bei den Olympischen Spielen 2012 in London belegte Verkerk den fünften Platz. 2013 belegte sie den zweiten Platz bei den Weltmeisterschaften. 2014 folgte die Silbermedaille bei den Europameisterschaften. 2015 siegte Verkerk bei den Europameisterschaften, die im Rahmen der Europaspiele ausgetragen wurden. Bei den Weltmeisterschaften 2015 gewann sie eine Bronzemedaille. 2016 unterlag Verkerk bei ihrer zweiten Olympiateilnahme beim Turnier in Rio de Janeiro bereits in ihrem Auftaktkampf der Kubanerin Yalennis Castillo. Nach einem fünften Platz bei den Weltmeisterschaften 2017 gewann Verkerk bei den Weltmeisterschaften 2018 eine Bronzemedaille.